# Biennale di Dakar 1990
La Biennale di Dakar del 1990 è la prima edizione della Biennale di Dakar organizzata a Dakar in Senegal nel 1990 e dedicata alla letteratura. Inaugurata a Dakar con il titolo Biennale des Lettres (Biennale delle lettere), la prima edizione della Biennale di Dakar è dedicata a Aires Culturelles et Création Littéraire en Afrique (Aree Culturali e la Creazione Letteraria in Africa).

## Storia
La prima edizione della Biennale di Dakar del 1990 segna la nascita della manifestazione. La sua istituzione risale al 1989. Sono gli artisti e gli intellettuali senegalesi a richiedere a gran voce al presidente Abdou Diouf la creazione di un evento capace di promuovere la loro produzione e la diffusione a livello internazionale delle loro opere. Invocano il ruolo del Capo dello Stato come patrono delle arti (così sancito dalla costituzione), citano l'opera del precedente presidente Léopold Sédar Senghor nel sostenere la cultura e fanno riferimento alla gloria passata del Festival Mondial des Arts Nègres, organizzato nel 1966 e divenuto simbolo della vivacità creativa e intellettuale del continente e della capacità della nazione senegalese di farsi piattaforma e portavoce per l'intero continente.

## Programma
La biennale consiste in un dibattito internazionale strutturato in quattro laboratori. Al centro dell'attenzione vi sono sia le letteratura nazionali che un approccio panafricano, capace di collegare e valorizzare il continente ma anche tutta la sua diaspora. Lingua, generi, estetica e creazione di reti culturali sono temi che emergono dagli interventi. L'evento è dedicato proprio a Léopold Sédar Senghor – primo presidente del Senegal dal 1960 al 1980 – che è presente in sala durante l'inaugurazione e che viene invocato dal suo successore Abdou Diouf rivolgendosi a lui con l'espressione "Monsieur le Président".
La manifestazione è accompagnata da musica, teatro, danza e alcune esposizioni. La Galleria nazionale di Dakar presenta circa un centinaio di opere delle collezioni di Stato, mentre il Villaggio della Biennale di Dakar – creato proprio per l'occasione – ospita all'aperto una serie di stand con mostra-vendita di lavori di artisti senegalesi.

## Caratteristiche
Fin dalle parole del presidente senegalese Abdou Diouf che aprono la prima edizione della manifestazione, appaiono alcuni elementi che caratterizzeranno per sempre la biennale: la cultura come strumento di cooperazione e sviluppo, lo storico impegno senegalese a sostegno delle arti e l'attenzione per la produzione del continente.
"La creazione della Biennale di Dakar è la manifestazione della nostra volontà di dialogo ancorata alla certezza che la cultura è l'inizio e la fine dello sviluppo" – dichiara il presidente. Come mette in luce Iolanda Pensa, i termini dialogo, sviluppo e co-sviluppo continueranno ad apparire nelle parole di molti altri relatori durante il convegno del 1990 ma anche durante gli incontri delle biennali successive. Si parla di strategie di sviluppo culturale e, strettamente correlato, di sviluppo economico e sociale, senza spiegazioni, dimostrando che il collegamento tra la cultura e lo sviluppo è un punto fermo, condiviso e assodato grazie all'opera di Léopold Sédar Senghor.
L'evento è dedicato proprio a Senghor – primo presidente del Senegal dal 1960 al 1980 – che è presente in sala e che viene invocato da Abdou Diof rivolgendosi a lui con l'espressione "Signor Presidente". "Grazie..." – dice il presidente in carica – "... è proprio il momento della cultura e della libertà". Senghor rappresenta il movimento della nègritude, i convegni degli scrittori negri di Parigi e Roma del 1956 e 1958, la letteratura africana, la lotta contro la colonizzazione e per la libertà,  l'indipendenza del Senegal, la volontà nazionale di investire nelle arti e nella cultura, e il Festival Mondial des Arts Nègres, che viene ricordato poco più avanti con l'espressione "la traduzione delle manifestazioni culturali di grande ampiezza".
Il binomio "cultura e libertà" è ancora fortemente legato ai movimenti intellettuali di Parigi degli anni Cinquanta e Sessanta e allo spirito con il quale Senghor aveva sostenuto le arti. Identità africana e identità nazionali rappresentano i due fronti della lotta per l'indipendenza: quello ideologico contro la colonizzazione e per l'autodeterminazione dei popoli, e quello territoriale, che intorno al 1960 ha portato alla nascita di molte delle nazioni del continente. Allo stesso modo anche la biennale sembra nascere con queste due direzioni: quella collegata all'identità culturale africana e quella a sostegno delle produzioni nazionali e in particolare senegalese. Non sarà presente invece nelle successive biennali l'enfasi sulla dimensione négro-africane delle arti che il Ministro della Cultura Moustapha Ka menziona nel suo discorso, creando ancora una volta un collegamento diretto all'opera di Senghor e al Festival Mondial des Arts Nègres.
Un altro aspetto della Biennale des Lettres del 1990 è l'attenzione ai generi e alle lingue africane che continuerà nelle successive manifestazioni. Nonostante dal 1992 in poi le biennali si focalizzino sulle arti visive, l'analisi linguistica continuerà ad essere al centro dei discorsi critici. Le opere in mostra saranno spesso osservate con categorie letterarie, alla ricerca, ancora una volta, di generi e lingue specificatamente africane. La produzione da parte degli artisti di installazione e video varrà commentata quasi fosse un'adozione di idiomi stranieri e tacciata di "occidentalizzazione"; lo stesso avverrà per i lavori che non hanno collegamenti espliciti all'Africa nello stile e nei riferimenti. L'assonanza con le categorie linguistiche è manichea: la produzione artistica è semplicemente divisa in africana e occidentale, senza la ricerca di contaminazioni, metissaggi, ibridazioni. Ancora una volta è importante menzionare il ruolo di Léopold Sédar Senghor nella definizione di una "lingua africana" dell'arte, ricca di riferimenti a maschere, cerimonie, tradizioni scultoree (tra l'altro assenti in Senegal), tessuti e colori della terra.

### Documenti dell'evento
- Biennale des Lettres Dakar 12-18 Décembre 1990, Colloque International "Aires Culturelles et Création Littéraire en Afrique", Les Nouvelles Editions Africaines du Sénégal, Agence de Coopération Culturelle et Technique, Dakar, 1991.
- Isabelle Bosman, Dak'Art 96 – Troisième édition de la Biennale de Dakar – Etude d'evaluation (rapport intermédiaire), Dakar, gennaio 1997.
- Alioune Badiane, Rapport du Seminaire International d'evaluation de Dak'Art 96, Dakar, 02-03/04/1997.

### Saggi
- Iolanda Pensa, La Biennale di Dakar, tesi di laurea, relatore Luciano Caramel e correlatore Francesco Tedeschi, Università Cattolica di Milano, Laurea in lettere e filosofia, 2003 (CC-BY-SA).
- Iolanda Pensa, La Biennale de Dakar comme projet de coopération et de développement, tesi di dottorato in Anthropologie sociale et ethnologie e in Governo e progettazione del territorio, Ecole des Hautes Etudes en Sciences Sociales in co-tutela con il Politecnico di Milano, Dipartimento di Architettura e Pianificazione, direttori di ricerca Jean-Loup Amselle in co-tutela con Rossella Salerno; giuria Jean-Loup Amselle, Elio Grazioli, Rossella Salerno, Tobias Wendl, Parigi, 27/06/2011. CC BY-SA.
- Elizabeth Harney, In Senghor's Shadow : Art, Politics, and the Avant-Garde in Senegal, 1960-1995, Duke University Press, Durham, 2004.
- Tracy D. Snipe, Arts and Politics in Senegal 1960-1996, Africa World Press, Trenton (NJ) / Asmara, 1998.
- Dak'Art 2002: 5ème Biennale de l'Art Africain Contemporain (cat. expo), La Biennale des Arts de Dakar, Dakar, 2002
- Dak'Art 2010: 9ème Biennale de l'art africain contemporain (cat. expo.), Dakar, 2010.
- Daniel Sotiaux, Questions à Rémi Sagna su Dak'Art in "Africa e Mediterraneo", dossier Sulla storia dell'arte africana contemporanea, (dir.) Iolanda Pensa et Sandra Federici, n. 55, 01/2006, p. 35-38.
- Daniel Sotiaux, Dak'art Chronologie in "Africa e Mediterraneo", dossier Sulla storia dell'arte africana contemporanea, (dir.) Iolanda Pensa et Sandra Federici, n. 55, 01/2006, p. 39-42.
- Rémi Sagna e N'Goné Fall, Dak'art. Témoignages in "Africa e Mediterraneo", dossier Sulla storia dell'arte africana contemporanea, (dir.) Iolanda Pensa et Sandra Federici, n. 55, 01/2006, p. 43-49.